# جورج دبليو. سميث
جورج دبليو. سميث (بالإنجليزية: George W. Smyth)‏ هو سياسي أمريكي، ولد في 16 مايو 1803 في الولايات المتحدة، وتوفي في 21 فبراير 1866 في نفس البلد. حزبياً، نشط في الحزب الديمقراطي. وقد انتخب عضو مجلس النواب الأمريكي.